# Hell Taxi
Hell Taxi è un singolo del rapper italo-ecuadoriano Hell Raton, pubblicato il 3 maggio 2017.

## Descrizione
Come il precedente singolo Buganda Rock, ha influenze pop, reggaeton e dance.

## Tracce
1. Hell Taxi – 2:42